# Fluckite
La fluckite est une espèce minérale du groupe des arséniates de formule CaMnH2(AsO4)2·2(H2O).
Ce minéral a été nommé d'après le minéralogiste Pierre Fluck de l'Université Louis-Pasteur de Strasbourg, France,.

## Cristallographie
Ce minéral est triclinique ce qui signifie qu'il est décrit par trois vecteurs de base de longueurs inégales et que ces trois vecteurs ne sont pas mutuellement orthogonaux, ce qui fait de lui un minéral anisotrope.

## Gîtes et gisements
La fluckite a pour la première fois été décrite en 1980 dans un gisement de la mine de Gabe-Gottes dans le Haut-Rhin, Alsace, France,. Ce minéral a été découvert à une profondeur de 100 m. La fluckite se trouve en association avec de l'arsenic natif, de la tennantite, de la skuttérudite, de la sainfeldite, de la pharmacolite, de la villyaellenite, de la picropharmacolite (en), de la calcite, de la dolomite, de l'ankerite et du quartz.